# 足利花卉公園
足利花卉公園（日语：あしかがフラワーパーク）是日本栃木縣足利市的花卉主題公園，一年四季都有花朵盛開，並依開花的植物種類分為八大花季主題。公園中有一株佔地超過1000平方公尺的日本紫藤（大藤）是其象徵，另有一座由350株白藤組成、長達80公尺的藤棚，每年四五月紫藤開花時舉行「紫藤花物語~大藤花卉節」，是當地頗負盛名的賞花活動。